# Caucasian Sign Language
Die Caucasian Sign Language (auch Armenian Woman's Sign Language, "bride's language", Baraninsky Armenien Sign Language) ist eine einheimische Zeichensprache Armeniens. Sie ist nicht direkt mit den Gebärdensprachen Europas verwandt, könnte aber historische Bezüge zur Klösterlichen Zeichensprache haben. Sie entwickelte sich im Zuge von Sprachtabusprachen von verheirateten Frauen die denen der australischen Ureinwohner ähnelten und ist heute nicht mehr verbreitet.

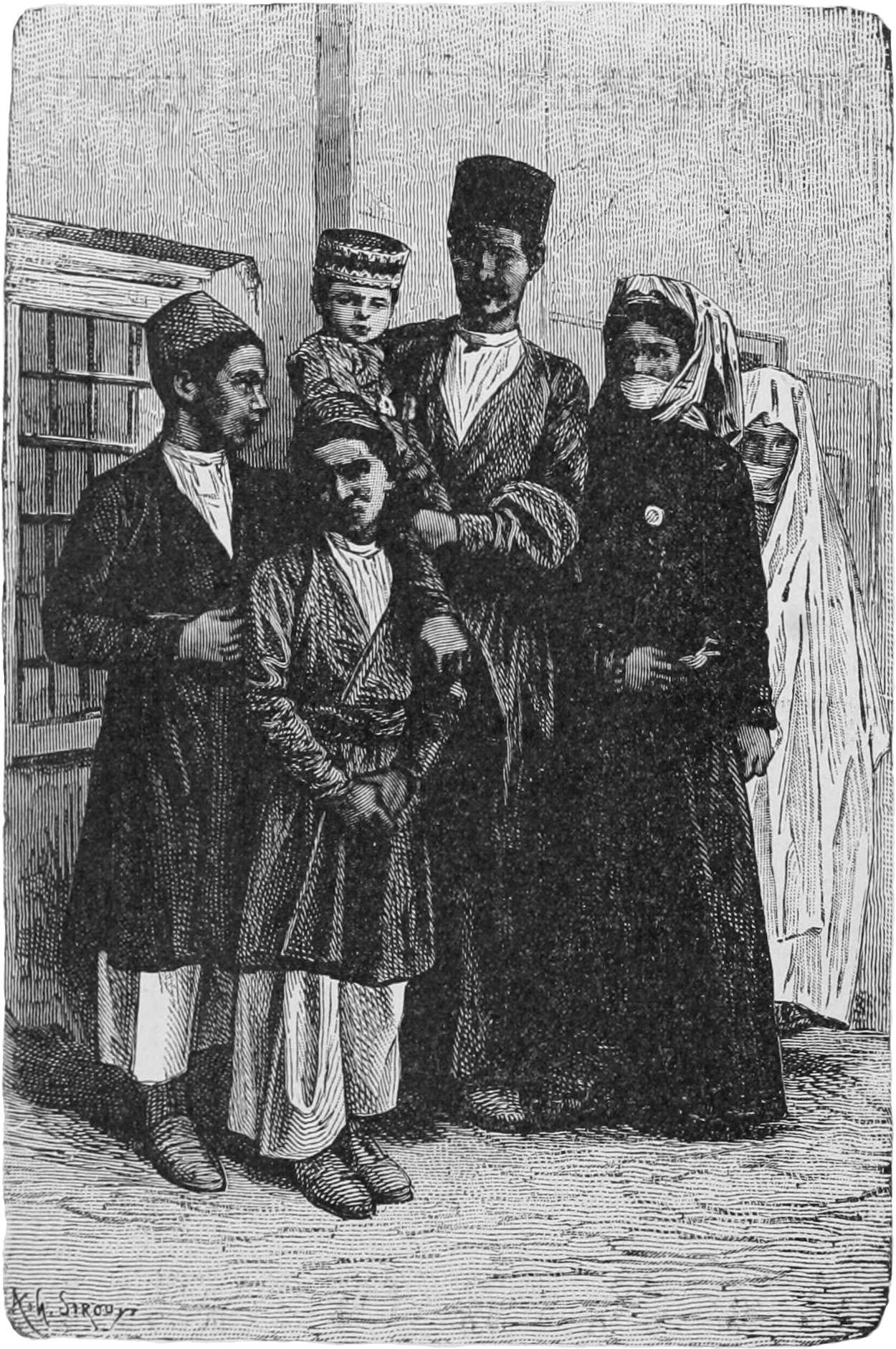
Die Frauen dieser Familie aus dem späten 19. Jahrhundert bedecken ihren Mund, was das mit Sprachtabus einhergeht.

In der streng patriarchalischen Gesellschaft Armeniens durften frisch verheiratete Frauen in Gegenwart ihres Mannes, ihrer Schwiegereltern und bestimmter anderer Personen nicht sprechen. Sie konnten sich jedoch mit Harsneren verständigen. In den 1930er Jahren wurde diese Sprache in der Provinz Tawusch untersucht.
Die Gehörlosengemeinschaft verfügt mittlerweile über eine eigene Gebärdensprache, die als Armenische Gebärdensprache bekannt ist.